# Norman J. Warren
Norman J. Warren (* 25. Juni 1942 in London; † 11. März 2021) war ein britischer Filmregisseur, Drehbuchautor, Filmeditor und Kameramann vorwiegend aus dem Bereich des Horrorfilms, der zusammen mit Pete Walker den New Wave des britischen Films der 1970er Jahre darstellte.

## Leben
Warren  war als Kind begeisterter Filmfan. Er war bei den beiden Peter-Sellers-Filmen Die Millionärin (1960) und Der große Knüller (1962) als Assistent tätig und stieg so in die Filmbranche ein. Im Jahr 1965 inszenierte er seinen zweiten Kurzfilm Fragment, welcher von dem Inhaber eines Sexkinos gesehen wurde. Dieser wollte gerne selbst Filme produzieren und beauftragte Warren mit der Regie von zwei abendfüllenden Spielfilmen: Her Private Hell (1967) und Loving Feeling (1968). Beide wurden Erfolge, aber Warren wurde kaum am Umsatz beteiligt.
Warren wollte jedoch nicht als Regisseur von Sexfilmen abgestempelt werden und lehnte daher ein weiteres Angebot in diesem Genre ab (Love is a Splendid Illusion, 1969). Um seinen Horrorfilm Satan's Slave (1976) inszenieren zu können, musste er Geld sammeln. Seine letzten beiden Filme waren Gunpowder (1986) und Bloody New Year (1987), wurden durch das niedrige Budget von Produzentin Maxine Julius aber stark behindert.
Obwohl Warren nach 1987 keine Spielfilme mehr veröffentlichte, arbeitete er weiterhin in der Branche als Regisseur, z. B. für Musikvideos, pädagogische Kurzfilme und einen BBC-Film für Studenten. Dass seine Horrorfilme immer noch eine große Fangemeinde hatten, wurde bei der Entstehung des Dokumentarfilms Evil Heritage klar, der von Darren J. Perry umgesetzt wurde und dem Werk Warrens nachgeht. Sein filmisches Schaffen wurde erstmals mit einer umfangreichen DVD-Box (2004) gewürdigt.
Norman J. Warren war regelmäßiger Gast beim Manchester Festival of Fantastic Films.
Im Jahr 2016 gab Warren in einem Interview bekannt, dass er sich in der Postproduktion eines neuen Spielfilms befinde, der in Londons Chinatown spielt. Die Fertigstellung dieses Films, der den Titel Susu trägt, wurde beim Birmingham FearFest im Jahr 2017 bestätigt, bei dem Warren Ehrengast war. Susu wurde von Yixi Sun in Szene gesetzt, Warren war als ausführender Produzent mit an Bord. 2018 wurde Susu auf dem San Diego International Film Festival uraufgeführt.

## Filmografie (Auswahl)
- 1962: Drinkin Time (Kurzfilm)
- 1965: Fragment (Kurzfilm)
- 1967: Her Private Hell
- 1968: Jedem Pferdchen seinen Reiter (Loving Feeling)
- 1976: Sklavin des Satans (Satan's Slave)
- 1977: The Destructor (Prey)
- 1978: Killing House (Terror)
- 1979: Outer Touch
- 1980: Samen des Bösen (Inseminoid)
- 1986: Kommando Gold Crash (Gunpowder)
- 1987: Bloody New Year
- 2018: Susu (als Produzent)